# Guaporema
Guaporema is een gemeente in de Braziliaanse deelstaat Paraná. De gemeente telt 2.250 inwoners (schatting 2009).